# June Newtonová
June Newtonová (nepřechýleně Newton, rozená Browne, 3. června 1923, Melbourne – 9. dubna 2021, Monte Carlo) byla australská modelka, herečka a fotografka. Jako herečka byla profesionálně známá jako June Brunell a v roce 1956 získala cenu Erika Kuttnera za nejlepší herečku. Od roku 1970 pracovala jako fotografka pod pseudonymem Alice Springs. Její fotografie se objevily v publikacích jako Vanity Fair, Interview, Elle a Vogue. Byla vdovou po módním fotografovi Helmutu Newtonovi.

## Životopis

### Modeling a film
June Browne, rodačka z Melbourne, se poprvé setkala s berlínským fotografem Helmutem Newtonem v roce 1947 v jeho ateliéru v Melbourne. Browne pracovala jako herečka pod příjmením Brunell (aby nedocházelo k záměně s místní herečkou June Brownovou) a odpověděla na inzerát na některé modelingové zakázky v Helmutově studiu. Pár se vzal v následujícím roce.
June Newton, stále působící pod příjmením Brunell, získala v roce 1956 cenu Erika Kuttnera za nejlepší herečku, cenu udělovanou za vynikající divadelní umění v Melbourne. Přestože Helmut nacházela v Austrálii úspěch, byla jí nabídnuta celoroční smlouva s British Vogue a pár se v roce 1957 přestěhoval do Londýna. Zatímco tam byla, našla June hereckou práci pro BBC. Helmut si však v Londýně svůj čas neužíval a oba nakonec Anglii opustili.
V následujících letech našel Helmut práci v magazínech jako Jardin des Modes a Australian Vogue. V roce 1960 se pár usadil v Paříži a Helmutova fotografická kariéra vzkvétala.

### Fotografie
Práce umělkyně jako fotografky začala v roce 1970, kdy musela nahradit svého manžela, který onemocněl. Helmut měl naplánované fotografování reklamy na cigarety Gitanes, když však náhle onemocněl chřipkou. Nepodařilo se mu kontaktovat modelku, aby domluvený termín zrušil, dal proto své ženě rychlou lekci fotografie a June modelku fotografovala ještě ten samý den.
V rozhovoru s June a jejím manželem pro časopis Orange Coast z roku 1987 June uvedla, že Helmut rozhodl, že by měla jako fotografka používat profesionálně jiné jméno, „protože si myslel, že jeden Newton v rodině stačí. A kdybych neuspěla...“
June zvolila pseudonym Alice Springs podle stejnojmenného australského města. Jméno vybrala bodnutím špendlíku naslepo do mapy Austrálie. Alice Springs však měla úspěch; v roce 1974 se jedna její fotografie objevila na obálce časopisu Elle. Během kariéry se pak její fotografie objevily v časopisech jako Vogue, Elle, Marie Claire, Vanity Fair, Interview, Stern. Newton, která pracovala nejprve jako módní fotografka a později jako portrétistka, fotografovala takové slavné osobnosti jako jsou například: William S. Burroughs, Anthony Burgess, Catherine Deneuve, Graham Greene, Roy Lichtenstein, Robert Mapplethorpe, Christopher Reeve, Diana Vreeland, Yves Saint Laurent, Brigitte Nielsenová nebo Nicole Kidmanová.
Během své fotografické kariéry pracovala Newton jako umělecká ředitelka svého manžela a působila jako redaktorka a kurátorka Helmutovy práce. Také se objevila na některých fotografiích svého manžela.

### Helmut by June
Newtonovi žili v Paříži 27 let a poté se přestěhovali do Monte Carla – na zimu jezdili do Los Angeles na tři měsíce v roce. Jejich životy byly dokumentovány v roce 1995 ve filmu Helmut by June, který vznikl ve spolupráci s francouzskou placenou televizí Canal+. Většinu záběrů dokumentu natočila v 90. letech June pomocí videokamery, kterou původně zakoupila pro svého manžela jako vánoční dárek. Její záznam byl sestříhán do hodinového filmu, který byl uveden ve Francii. Tyto záběry viděl Helmutův přítel, filmový režisér Brett Ratner, který se rozhodl, že je chce představit americkému publiku. Natočil další dvě minuty s June, jak hovoří o Helmutovi, které přidal jako úvod k filmu; Ratnerova verze měla premiéru v Cinemaxu 30. dubna 2007.

### Nadace Helmuta Newtona
Dne 23. ledna 2004 ztratil Helmut Newton kontrolu nad svým vozem, když opouštěl příjezdovou cestu hotelu Chateau Marmont, narazil do opěrné zdi přes ulici od hotelu. Zemřel krátce po převozu do nemocnice Cedars-Sinai Medical Center. Bylo mu 83 let. V červnu téhož roku byla v Berlíně otevřena Nadace Helmuta Newtona.
Nadace Helmuta Newtona, která je trvale umístěna v Muzeu fotografie v Berlíně, sídlí v budově, která stojí vedle vlakového nádraží, ze kterého Helmut opustil Berlín, aby v roce 1938 unikl nacistům. Newtonovi plánovali otevření nadace těsně před Helmutovou smrtí. Otevření nadace představilo June a Helmutovy portréty z jejich společné publikace Us and Them (My a oni) z roku 1999. Kniha obsahuje portréty, které si June a Helmut pořídili navzájem, stejně jako fotografie, které oba pořídili s některými celebritami.

## Filmografie
- Helmut Newton: Frames from the Edge (1989), hraje samu sebe
- Helmut by June (1995), hraje samu sebe[16]